# Naoki Sato
Naoki Sato (佐藤 尚輝 Sato Naoki?), född 12 juli 1996 i Kanagawa prefektur, är en japansk fotbollsspelare.
Sato började sin karriär 2019 i Azul Claro Numazu.